# Al Ahly SC (volleyboll)
Al Ahly SCs volleybollsektion är en del av Al Ahly SC, en sportklubb i Kairo, Egypten. Klubben är den mest framgångsrika volleybollklubben i Egypten och Afrika. 
Herrlaget har vunnit egyptiska ligan 33 gånger  och egyptiska cupen 20 gånger . De har också vunnit afrikanska klubbmästerskapet 15 gånger (1980, 1983, 1995-1997, 2003-2004, 2006, 2010-2011, 2015, 2017-2019 och 2022). De har rekord för herrvolleyboll i flest tävlingsmatcher i rad utan förlust då de vann 102 matcher i rad under perioden 5 april 2017 till 29 januari 2020.
Damlaget har vunnit egyptiska ligan 38 gånger, egyptiska cupen 35 gånger, afrikanska klubbmästerskapet nio gånger och arabiska klubbmästerskapen åtta gånger.